# Drobna Turnia
Drobna Turnia (słow. Drobná veža, niem. Dőrispitze, węg. Dőri-csúcs) – dwuwierzchołkowa turnia o wysokości 2321 m n.p.m. znajdująca się w bocznej grani słowackich Tatr Wysokich odchodzącej na południowy wschód od Małego Lodowego Szczytu. Od sąsiedniego Żółtego Szczytu oddzielona jest Żółtą Ławką, natomiast od Sokolej Turni odgraniczona jest Drobną Przełączką. Oba wierzchołki, północny (niższy) i południowy (wyższy), nie są dostępne dla ruchu turystycznego. Wcześniejsze pomiary określały wysokość Drobnej Turni na 2355 m lub 2319 m.

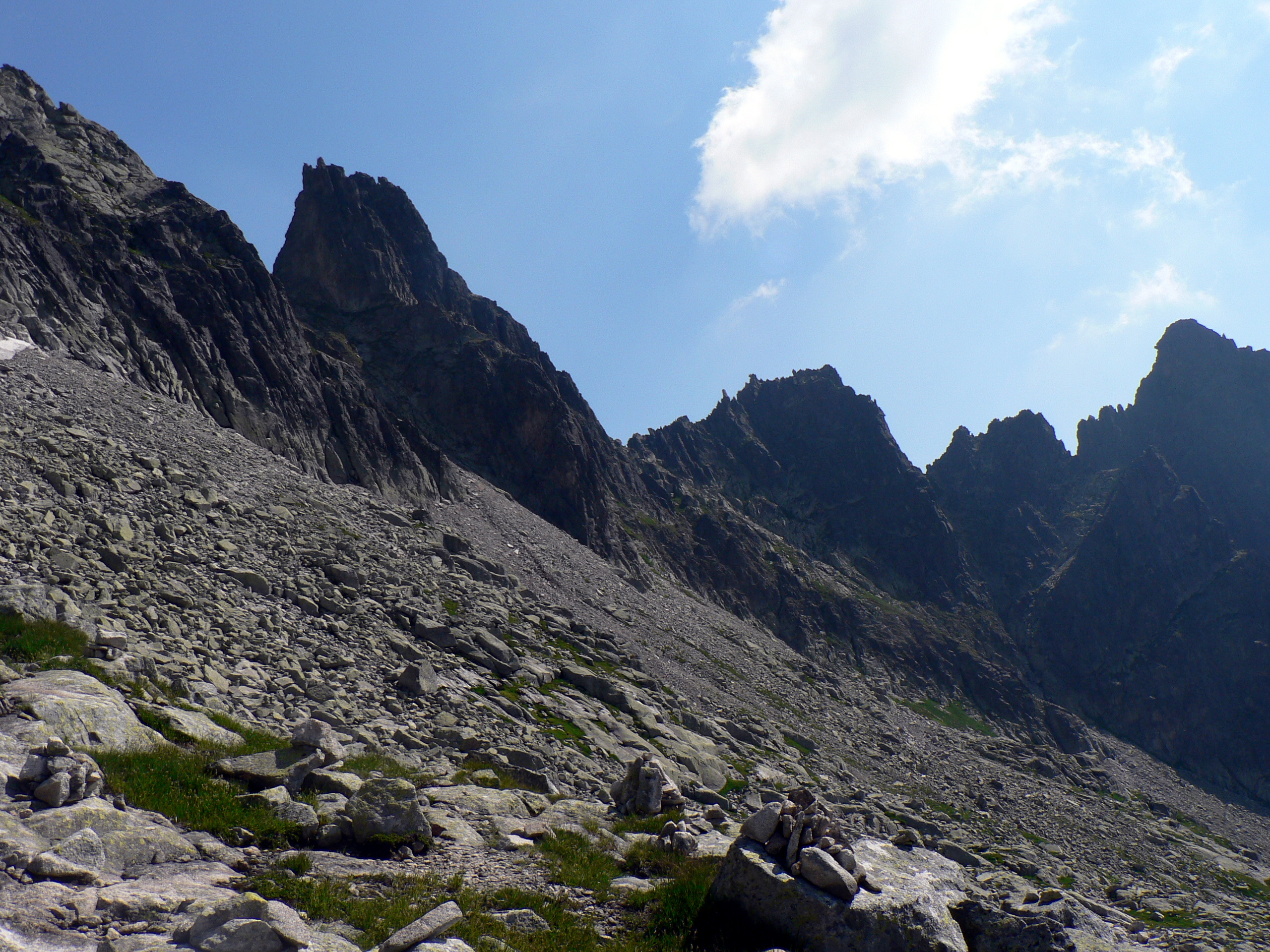
Drobna Turnia druga od prawej, najniższa

W północno-zachodniej grani Drobnej Turni położona jest Drobna Baszta, od wierzchołka północnego oddzielona Drobnym Karbikiem. Z kolei w południowym filarze turni, odchodzącym od wyższego wierzchołka, można wyróżnić następujące obiekty:
- Wyżni Drobny Przechód,
- Drobny Mnich,
- Pośredni Drobny Przechód,
- Drobny Kopiniak,
- Niżni Drobny Przechód,
- Drobna Kopka[3].

Polska i słowacka nazwa Drobnej Turni pochodzi od jej kształtu, jest ona zdecydowanie mniej okazała od sąsiadujących obiektów. Nazewnictwo niemieckie i węgierskie upamiętnia węgierskiego taternika, pierwszego zdobywcę turni – Gyulę Dőriego.

## Historia
Pierwsze wejścia turystyczne:
- Gyula Dőri i Károly Jordán, 22 lipca 1901 r. – letnie,
- József Dobrovics, Jenő Serényi i Zoltán Votisky, 12 kwietnia 1914 r. – zimowe[3].